# Dirk Korthals
Dirk Korthals, né le 22 mars 1962 à Vreden, est un nageur allemand ayant représenté la République fédérale allemande.

## Palmarès

### Jeux olympiques
- Los Angeles 1984
  -  Médaille d'argent en 4 × 200 m nage libre[1].

### Championnats du monde
- Championnats du monde 1982
  -  Médaille de bronze en 4 × 200 m nage libre.

### Championnats d'Europe
- Championnats d'Europe 1985
  -  Médaille d'or en 4 × 100 m nage libre